# Kangerluk
Kangerluk (oude spelling: Kangerdluk, Deens: Diskofjord) een dorp in de gemeente Qeqertalik in het westen van Groenland. Het ligt in het zuidwesten van het eiland Qeqertarsuaq en heeft 33 inwoners in 2010.

## Bevolking
De bevolking loopt in aantallen terug sinds de bevolkingstellingen in 1991.